# マルセイユ・ヴェンティミーリア線

マルセイユ・ヴェンティミーリア線

マルセイユ・ヴェンティミーリア線 (Ligne Marseille - Vintimille) は、フランス南東部の鉄道路線。マルセイユのサン・シャルル駅を起点とし、イタリアのヴェンティミーリア（ヴェンティミーリア駅）に至る259kmの幹線鉄道である。コート・ダジュールの険しい地形などでカーブがきつく、速度が抑えられている。
この地域では、鉄道の規格が低いため航空輸送が重要な手段となっている。オルリー空港に次いでコート・ダジュール空港はフランスでも有数の空港となっており、両空港間の旅客数も多い。パリからニースまでは現在TGVで5時間33分前後かかり鉄道のシェアは31%に過ぎない。パリ・マルセイユ間はLGV地中海線の開業によって3時間で結ばれるようになった。現在、LGV地中海線のニース方面への延長路線としてLGVプロヴァンス＝アルプ＝コート・ダジュール線の計画が発表されている。草案では完成予定時の2035年にパリ・ニース間の所要時間は2時間近く短縮され3時間30分から3時間45分になることが計画されている。

## 路線データ
- 路線距離 : 259km
- 営業開始年 : 1858年-1872年
- 軌間 : 標準軌
- 軌道 : 複線
- 線路管理 :　フランス鉄道線路事業公社
- 運行 : フランス国鉄